# Coenonympha ocellata
Coenonympha ocellata är en fjärilsart som beskrevs av Pionneau 1929. Coenonympha ocellata ingår i släktet Coenonympha och familjen praktfjärilar. Inga underarter finns listade i Catalogue of Life.